# Chiriquí (Chiriquí)
Chiriquí es un corregimiento del distrito de David en la provincia de Chiriquí, República de Panamá. Cuenta con una población de 462.056 habitantes (2019).